# Catherine David

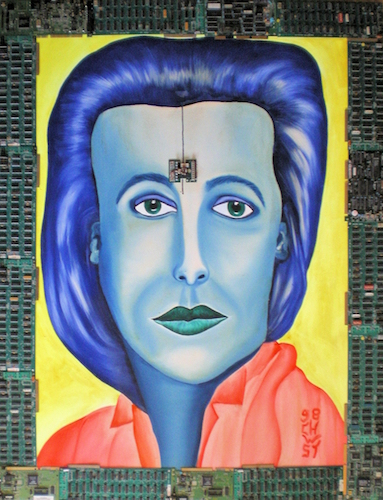
Catherine David (Gemälde, 1998)

Catherine David (* 19. September 1954 in Paris) ist eine französische Kunsthistorikerin, Kunstvermittlerin und Ausstellungskuratorin.

## Leben
David studierte spanische und portugiesische Literatur, Sprachwissenschaft und Kunstgeschichte in Paris. Von 1981 bis 1990 war sie Kuratorin am Staatlichen Museum für Moderne Kunst, Centre Georges Pompidou, Paris, ab 1990 Kuratorin der Nationalgalerie des Jeu de Paume in Paris sowie mehrerer internationaler Ausstellungen. David ist Chefkuratorin der Musées de France. 
Von 1994 bis 1997 war Catherine David künstlerische Leiterin der Documenta X in Kassel. Damit war sie die erste Frau, die eine documenta kuratierte.
2002 bis 2004 war sie Direktorin des Witte de With, eines Zentrums für Gegenwartskunst in Rotterdam (Niederlande). 2009 organisierte sie die Retrospektive zu Ehren des iranischen Photographen Bahman Jalali in der Fundació Antoni Tàpies in Barcelona.
Seit 1998 leitet David das Projekt Représentations Arabes Contemporains mit arabischer Kunst.
2006 zeigte sie die Ausstellung The Iraqi Equation (Die irakische Gleichung) in Berlin und Barcelona. Ab Dezember 2007 kuratierte sie für gut vier Wochen DI/VISIONS. Kultur und Politik im Nahen Osten am Haus der Kulturen der Welt in Berlin, um dazu beizutragen, die westlichen Klischeevorstellungen aufzubrechen. 2009 war David künstlerische Leiterin der ersten nationalen Präsentation der Vereinigten Arabischen Emirate auf der Biennale Venedig, die von Dubai organisiert wurde.

## Veröffentlichungen
- Als Herausgeberin: Politics, Poetics: Das Buch zur documenta X. Cantz, Ostfildern-Ruit 1997, ISBN 3-89322-909-4.